# Ausfuhrverfahren
Die Ausfuhr ist die Lieferung von Waren oder Übertragung von Software und Technologie aus dem Inland in ein Drittland. Das Ausfuhrverfahren ist eines von drei im Unionszollkodex geregelten Zollverfahren. Unionswaren, die dauerhaft den Wirtschaftskreislauf verlassen, sind in die Ausfuhr zu überführen. Von der Warenausfuhr zu unterscheiden ist die Wiederausfuhr von Nicht-Unionswaren aus dem Zollgebiet der Union. Beim Ausfuhrverfahren handelt es sich um ein Zollverfahren mit der Zielsetzung der Überwachung des Warenverkehrs im Drittland.
Das Verfahren zeigt die Verflechtung des Außenwirtschaftsrechts mit anderen Rechtsgebieten, wie dem europäischen Zollrecht, auf. Ausfuhrbeschränkungen werden nicht im Ausfuhrverfahren dargestellt. Es dient der Überwachung von Beschränkungen, z. B. von handelspolitischen Maßnahmen bzw. der Einhaltung und Durchsetzung des Außenwirtschaftsrechts.
Nach dem Zollrecht der Gemeinschaft gilt seit dem 1. Juli 2009 die Pflicht zur elektronischen Abgabe der Ausfuhranmeldung. In Deutschland erfolgt diese über das IT-Verfahren ATLAS (Automatisiertes Tarif- und lokales Zollabwicklungssystem).
Grundsätzlich muss der Exporteur ab einem Warensendungswert von 1.000 Euro oder einem Gewicht von 1.000 Kilogramm eine Ausfuhranmeldung erstellen. Bei Warensendungswerten über 3.000 Euro ist das sog. zweistufige Ausfuhrverfahren zu berücksichtigen.
Das Ausfuhrverfahren wird in zwei Verfahrensabschnitte unterteilt.

## Zweistufiges Verfahren
Die zweistufige Zollanmeldung ist in zwei Verfahrensabschnitte unterteilt. 
In der ersten Stufe findet die Eröffnung des Ausfuhrverfahrens statt. Dies geschieht bei der Ausfuhrzollstelle. Als Ausfuhrzollstelle wird die Zollstelle bezeichnet, die für den Bezirk, in dem der Ausführer ansässig und zuständig ist, oder der Ort, an dem die Ware verladen/verpackt wird. Als Ausführer wird der Inhaber des Ausfuhrverfahrens bezeichnet. Heutzutage erfolgt die Anmeldung auf elektronischem Weg. In Deutschland wird dafür das IT-Verfahren „ATLAS“ genutzt. Ein Ausfuhrverfahren anmelden kann jede unionsansässige Person, die alle notwendigen Dokumente besitzt. In der ersten Stufe wird die Ware angemeldet und gestellt. Dabei wird zuerst eine elektronische Ausfuhranmeldung bei der Ausfuhrzollstelle eingereicht. Die Zollstelle nimmt die Anmeldung entgegen und führt eine formelle Prüfung durch. Danach findet die Gestellung der auszuführenden Ware statt. Dabei wird gezeigt, an welchem Ort sich die auszuführende Ware befindet. Das Zollamt prüft die Ausfuhr auf Vollständigkeit und Zulässigkeit. Es kann jederzeit eine Beschau der auszuführenden Ware durchgeführt werden. Wird die Ware von der Ausfuhrzollstelle freigegeben, erhält der Anmelder das Ausfuhrbegleitdokument (kurz: ABD) und die Ware wird in das Ausfuhrverfahren überführt. Das ABD enthält eine 18-stellige Master Reference Number (MRN) und einen Barcode (Balkenstrichcode). Die Ausfuhrzollstelle übermittelt die elektronischen Daten an die Ausgangszollstelle.
In der zweiten Stufe des Ausfuhrverfahrens findet die Gestellung der Ware an der Ausgangszollstelle statt. Dabei wird die Ware mit dem Ausfuhrbegleitdokument der Zollstelle vorgeführt. Diese führt mit Hilfe des übermittelten Datensatzes von der Ausfuhrzollstelle und dem vorliegenden ABD und der Ware eine Risikoanalyse durch. Die gestellte Ware wird mit den angemeldeten Daten verglichen. Ergab die Prüfung keine Beanstandung, wird die Ware unter Überwachung der Ausgangszollstelle aus der Europäischen Union ausgeführt. Die Ausgangszollstelle meldet die elektronische Ausgangsbestätigung an die Ausfuhrzollstelle. Sobald diese Meldung bei der Zollstelle eingegangen ist, erhält der Ausführer einen elektronischen Ausgangsvermerk als Nachweis. Damit ist das Verfahren abgeschlossen.

## Einstufiges Verfahren
Für Waren mit einem Wert ab 1001 Euro bis 3000 Euro und bis 1000 kg kann die direkte Anmeldung an der Ausgangszollstelle erfolgen. Die Voraussetzung ist, dass keine Einschränkung und kein Verbot bestehen.
Die Ausfuhr- und Ausgangszollstelle sind hierbei identisch. Daher kann auf die erste Stufe des zweistufigen Verfahrens verzichtet werden.
Der Vorgang besteht aus folgenden Schritten:
1. Der Ausführer bzw. Anmelder ist für die elektronische Vorabzollanmeldung zuständig. Danach wird eine MRN vergeben, und die Güter müssen an der Ausgangszollstelle gestellt werden.
2. Die Ausgangszollstelle gleicht die MRN ab und kann eventuell eine Zollbeschau anfordern. Außerdem überwacht sie den körperlichen Ausgang der Waren aus dem Zollgebiet der Union.
3. In diesem Schritt erstellt die Ausgangszollstelle eine elektronische Ausgangsbestätigung.
4. Im letzten Schritt übermittelt die Ausgangszollstelle die PDF-Datei mit dem Ausgangsvermerk elektronisch an den Ausführer. Somit ist das Verfahren abgeschlossen.

## Das vereinfachte Verfahren (bei Kleinsendungen)
Bei der kommerziellen Ausfuhr von Kleinsendungen bis 1000 Euro und bis 1000 kg kann die mündliche oder konkludente Anmeldung direkt an der Ausgangszollstelle erfolgen. Das Verfahren setzt voraus, dass die Waren keinen Verboten oder Beschränkung bei der Ausfuhr unterliegen.
Dabei ist es trotzdem möglich, eine Zollanmeldung im zweistufigen Verfahren durchzuführen.